# Ambilaretusok
Ambilaretusok (névváltozat: ambularetusok), ókori gall törzs. Szinte semmit sem tudunk róluk, Julius Caesar a „De bello Gallico” című munkájában mint a haeduusok clienseit említi őket. 